# La Folletière
La Folletière är en kommun i departementet Seine-Maritime i regionen Normandie i norra Frankrike. Kommunen ligger i kantonen Pavilly som tillhör arrondissementet Rouen. År 2018 hade La Folletière 85 invånare.

## Befolkningsutveckling
Antalet invånare i kommunen La Folletière
| Referens: INSEE |